# Nils Ramm
Nils Arvid Ramm (Nisse Ramm), född 1 januari 1903 i Hedvig Eleonora församling,Stockholm, död 8 november 1986 i Linköping,(kyrkobokförd i Skarpnäcks församling, Stockholm], var en svensk boxare. Han räknas som en av Djurgårdens största boxare genom tiderna. 
Nils Ramm, som var uppvuxen på Östermalm, hade nära till DIF:s dåvarande träningslokal i Sofiatornet på Stockholms olympiastadion. Ramms främsta meriter under tiden som amatör är ett EM-guld, ett EM-silver, ett OS-silver och två SM-guld. Nisse Ramm är kanske den svensk som varit närmast att vinna ett OS-guld i boxning. I OS-finalen i Amsterdam 1928 var han ytterst nära att vinna guldet när domaren stoppade matchen på grund av ett trasigt ögonbryn. Ramm fortsatte sedan som proffs och var över i USA och boxades. Han nådde dock aldrig samma framgångar som proffs som han gjorde som amatör. Ramm fortsatte efter karriären som tränare i bl.a. DIF. 
Ramm medverkade även, i rollen som boxare, i tre filmer En idrottsdag i Lysekil (1929), Sabotage (1944), Mordvapen till salu (1963). Han var aktiv ännu sent i livet och brukade träna regelbundet i Spartas lokal på Kocksgatan i Stockholm.